# Kalendarium historii Kazachstanu
Kalendarium historii Kazachstanu – uporządkowany chronologicznie, począwszy od czasów najdawniejszych aż do współczesności, wykaz dat i wydarzeń z historii Kazachstanu.

## Czasy najdawniejsze
- I tys. p.n.e. – tereny dzisiejszego Kazachstanu zasiedlili m.in. Sakowie, Usunowie oraz Kangju[1]
- II–III w. n.e. – prawdopodobnie nad Jeziorem Aralskim ukształtowali się Hunowie[1]
- VI w. – tereny dzisiejszego Kazachstanu znalazły się w granicach kaganatu starotureckiego[1]
- VIII w. – Türgeszowie opanowali tereny dzisiejszego Kazachstanu[1]

## Tureckie panowanie
- VIII–X w. – Karłucy opanowali Kazachstan[1]
- X–XI w. – południowo-zachodnią część Kazachstanu opanowali tureccy Oguzowie[1]
- X–XI w. – ludy tureckie utworzyły na wschodzie Kazachstanu imperium Karachanidów[1]
- XII w. – Seldżucy i Kara Kitajowie rozbili imperium Karachanidów[1]
- poł. XII w. – Chorezm zrzucił zwierzchność Kara Kitajów[1]
- 1219–1221 – Kazachstan znalazł się w granicach Złotej Ordy[1]
- I połowa XV w. – na terenie obecnego Kazachstanu wyłoniły się dwa ośrodki: Orda Nogajska i Chanat Uzbecki[1]
- połowa XV. – rozpadł się chanat uzbecki[1]
- 1465 – powstanie Chanatu Kazachskiego, istniejącego do 1847 roku
- XVIII w. – kazachscy władcy rozpoczęli zabezpieczanie się przej najazdami Dżungarów[1]
- 1758 – po podbiciu Dżungarów przez Chińczyków, Kazachowie rozpoczęli zabezpieczanie się przed Chinami[1]
- XVIII w. – Rosjanie rozpoczęli kolonizację Kazachstanu[1]

## Rosyjskie panowanie
- połowa XIX w. – likwidacja Chanatu Kazachskiego (1847); Kazachstan znalazł się w granicach Imperium Rosyjskiego[1]
- 1867–1868 – w wyniku carskich reform administracyjnych, Rosja uznała Kazachstan za swoją własność[1]
- 1916–1917 – w Kazachstanie oraz w innych państwach środkowoazjatyckich wybuchło powstanie przeciwko rosyjskim kolonizatorom[1]
- 1917 – w wyniku rewolucji lutowej ujawniły się tendencje do narodowej niezależności – władze w Kazachstanie objęła partia Ałasz Orda[2]

### Rządy Ałasz Ordy
- październik 1917 – Ałasz Orda stracił na znaczeniu[2]
- grudzień 1917 – Ałasz Orda powołał marionetkowy rząd sterowany przez przywódców Białych[2]
- 1919 – Ałasz Orda przeszła na stronę bolszewików[2]
- 1920 – bolszewicy obalili kazachski rząd Ałasz Orda[1]

### Rządy ZSRR
- 1920 – Armia Czerwona zajęła Kazachstan i włączyła go do Rosyjskiej FSRR[1]
- październik 1920 – na terenie Kazachstanu proklamowano Kirgiską Autonomiczną SRR[1]
- 1925 – Kirgiska Autonomiczna SRR zmieniła nazwę na Kazachską Autonomiczną SRR[1]
- lata 30. XX w. – w wyniku sowieckich czystek zginęli działacze Ałasz Ordy[2]
- 1932–1933 – klęska głodu[3]
- 1935–1938 – przeprowadzono reformę rolną, na mocy której kazachscy rolnicy stracili prywatne ziemie i rozpoczęli pracę w kołchozach[1]
- 1936 – Kazachska Autonomiczna SRR została republiką związkową w składzie ZSRR[1]
- lata 30. XX w. – rozwój przemysłu na terenie Kazachstanu[1]
- II połowa lat 50. XX w. – Nikita Chruszczow rozpoczął program zagospodarowania ugorów[4]
- 24 października 1960 – w Bajkonurze doszło do katastrofy w której wybuchł pocisk balistyczny R-16[5]
- lata 60. XX w. – w Kazachstanie powstał ośrodek lotów kosmicznych Bajkonur, a w okolicach Semej powstał poligon atomowy[1]
- lata 60. XX w. – w wyniku napływu ludności rosyjskiej, Kazachowie stali się mniejszością w swojej republice[4]
- grudzień 1986 – w Ałma-Acie wybuchły zamieszki spowodowane wzrostem nastrojów antysowieckich – Żełtoksan[4]
- 1989 – Nursułtan Nazarbajew stanął na czele Komunistycznej Partii Kazachstanu[4]
- 1990 – głową państwa został Nursułtan Nazarbajew[4]
- marzec 1991 – w referendum kazachski elektorat opowiedział się za pozostaniem w ZSRR[4]
- sierpień 1991 – Nursułtan Nazarbajew potępił pucz moskiewski[4]
- 16 grudnia 1991 – Kazachstan ogłosił niepodległość – prezydentem został Nursułtan Nazarbajew[1]

## Niepodległy Kazachstan
- grudzień 1991 – Kazachstan został członkiem WNP[4]
- styczeń 1992 – Kazachstan przystąpił do Konferencji Bezpieczeństwa i Współpracy w Europie[4]
- marzec 1992 – Kazachstan został członkiem ONZ[4]
- maj 1992 – Kazachstan podpisał traktat handlowy z USA[4]
- październik 1993 – parlament przyjął projekt konstytucji[4]
- listopad 1993 – Kazachstan przyjął nową walutę – tenge[4]
- 1993 – zamknięto poligon atomowy w okolicach Semej[1]
- 1995 – Kazachstan zakończył likwidację rosyjskiego potencjału nuklearnego umieszczonego na terenie Kazachstanu[1]
- 1995 – w wyniku referendum przedłużono władzę Nazarbajewa do 2000 roku[1]
- 1995 – ustanowiono konstytucję[4]
- czerwiec 1998 – przeniesiono stolicę z Ałma-Aty do Astany[1]
- 1999 – odbyły się wybory parlamentarne (zbojkotowane przez opozycję) – wybory wygrała proprezydencka partia Nur Otan[1]
- 2000 – Nazarbajewowi przyznano bezterminowe pełnomocnictwo w rządzeniu państwem oraz dożywotnie zabezpieczenie finansowe i gwarancje bezpieczeństwa osobistego[1]
- wrzesień 2001 – po zamachach na World Trade Center Kazachstan zgodził się na umieszczenie amerykańskich baz wojskowych na terytorium Kazachstanu[1]
- 22–25 września 2001 – Jan Paweł II odwiedził Kazachstan[6]
- 2004 – wybory parlamentarne wygrała partia Nur Otan[1]
- 18 sierpnia 2007 – odbyły się wybory parlamentarne, wygrane przez Nur Otan[7]
- 15 stycznia 2012 – odbyły się wybory parlamentarne, wygrane przez Nur Otan[8]
- 20 marca 2016 – odbyły się wybory parlamentarne, wygrane przez Nur Otan[9]